# Долно Коняре
Долно Коняре (на македонска литературна норма: Долно Коњаре; на албански: Kojnare e Poshtme) е село в Северна Македония, в община Куманово.

## География
Селото е разположено в котловината Жеглигово на два километра северно от общинския център Куманово.

## История
На два километра западно от селото в местността Дервен са открити останки от неолитно селище, с голям брой фрагменти от рисувана керамика, жертвеници, малка антропоморфна пластика и други. В околностите на селото са открити и 2400 медни монети от XII–XIII век. В местността Ограге на 200 метра западно от селото има останки от селище от римско време.
В края на XIX век Долно Коняре е малко българско село в Кумановска каза на Османската империя. Според статистиката на Васил Кънчов („Македония. Етнография и статистика“) от 1900 година Долно Койнаре е село, населявано от 56 жители българи християни.
Цялото християнско население на селото е сърбоманско под върховенството на Цариградската патриаршия. Според патриаршеския митрополит Фирмилиан в 1902 година в Доне Койнаре има 17 сръбски патриаршистки къщи. По данни на секретаря на Българската екзархия Димитър Мишев („La Macédoine et sa Population Chrétienne“) в 1905 година в Долно Койнари има 120 българи патриаршисти сърбомани.
След Междусъюзническата война в 1913 година селото попада в Сърбия.
На етническата си карта от 1927 година Леонард Шулце Йена показва Долно Койнаре (Dl. Kojnare) като турско село.
В 1994 година жителите на селото са 1159, от които 556 северномакедонци, 496 сърби, 93 албанци, 3 роми, 3 други и 8 не посочили националност. Според преброяването от 2002 година селото има 1286 жители.
| Националност     | Всичко |
| северномакедонци | 669    |
| албанци          | 91     |
| турци            | 0      |
| роми             | 2      |
| власи            | 0      |
| сърби            | 516    |
| бошняци          | 0      |
| други            | 8      |

## Личности
Родени в Долно Конаре
- Абдо Шабан (? – 1921), албанец, деец на ВМРО, загинал в сражение със сръбска войска[6]